# Сальпингит
Сальпингит (от греч. sálpinx, родительный падеж salpingos — труба) – заболевание, при котором наблюдается воспаление маточных (фаллопиевых) труб. Заболевание развивается при распространении патогенной микрофлоры из полости матки или из других органов гематогенным путём. Процесс, как правило, стартует с поражения слизистой оболочки труб и постепенно захватывает другие слои, что приводит к нарушению перистальтики последних. Возможно развитие спаек, что потенциально может привести к возникновению внематочной беременности или бесплодию.
Ситуация, когда происходит накопление серозной жидкости в просвете маточной трубы, называется гидросальпинкс, накопление гноя приводит к развитию пиосальпинкса. В большинстве случаев заболевание имеет хроническое течение. Изолированное поражение только маточных труб наблюдается довольно редко. Как правило, в воспалительный процесс вовлекаются яичники и матка.

## Лечение
В острой стадии заболевания больная нуждается в госпитализации в стационар, назначается холод на область малого таза, покой, антигистаминные препараты, антибиотики, фторхинолоны/макролиды в комбинации с нитроимидазолами.
После снятия острого процесса, в подострой стадии к лечению присоединяется физиотерапия, используются такие методы, как грязелечение, ультразвук, диатермия и т. п. Раннее своевременное лечение значительно снижает риск рубцовых изменений и как следствие понижает возможность развития бесплодия.
Профилактика заболевания направлена на борьбу с половыми инфекциями и повышения иммунного статуса женщин.

## Прогноз
Прогноз заболевания условно благоприятный, при своевременном и адекватном лечении наблюдается полное устранение последствий заболевания, трудоспособность полностью восстанавливается, однако существует риск развития осложнений, как правило, проявляющихся в виде различных репродуктивных дисфункций.